# Castela coccinea
Castela coccinea är en bittervedsväxtart som beskrevs av August Heinrich Rudolf Grisebach. Castela coccinea ingår i släktet Castela och familjen bittervedsväxter. Inga underarter finns listade i Catalogue of Life.